# 462078 Carlosbriones
462078 Carlosbriones este o planetă minoră (asteroid) din centura de asteroizi. A fost descoperită pe 18 martie 2007 la Observatorio Astronomico Pla D'Arguines⁠(d) de . 
Obiectul prezintă o orbită caracterizată de o semiaxă mare de 2,7622028720789 UAi, o excentricitate de 0,15655850774306, o înclinație de 8,2311469678963 ° în raport cu ecliptica.